# Малобелая
Малобелая — деревня в Енисейском районе Красноярского края России. Административный центр Малобельского сельсовета. Выделена в 1995 году из Подгорновского сельсовета.

## География
Деревня находится в юго-восточной части района, на берегах реки Малой Белой (приток Кеми), на расстоянии приблизительно 23 километров (по прямой) к юго-западу от города Енисейска, административного центра района. Абсолютная высота — 102 метра над уровнем моря.
Климат
Климат характеризуется как резко континентальный, с морозной продолжительной зимой. Средняя температура самого тёплого месяца (июля) составляет 24,4 °С (абсолютный максимум — 37 °С). Средняя температура самого холодного месяца (января) — −27,7 °С (абсолютный минимум — −59 °С). Среднегодовое количество атмосферных осадков составляет 460 мм. В тёплый период года (с апреля по октябрь) выпадает около 77 % осадков.
Часовой пояс
Деревня Малобелая находится в часовой зоне МСК+4. Смещение применяемого времени относительно UTC составляет +7:00.

## История
По данным 1926 года в населённом пункте имелось 110 хозяйств и проживало 464 человека (236 мужчин и 228 женщин). В национальном составе населения того периода преобладали русские. В административном отношении являлось центром Мало-Бельского сельсовета Енисейского района Красноярского округа Сибирского края.

## Население
| 2010 |
| ---- |
| 174  |

Гендерный состав
По данным Всероссийской переписи населения 2010 года в гендерной структуре населения мужчины составляли 46,6 %, женщины — соответственно 53,4 %.
Национальный состав
Согласно результатам переписи 2002 года, в национальной структуре населения русские составляли 89 % из 298 чел.

## Улицы
Уличная сеть деревни состоит из четырёх улиц.